# Andrea Ferro
Andrea Ferro (Arona, 19 de agosto de 1973) es un cantante italiano, conocido por ser el vocalista masculino de la banda de gothic metal Lacuna Coil y ser uno de sus fundadores.

## Discografía

### Con Lacuna Coil
- Promo '96 (Demo, 1996)
- Lacuna Coil (EP, 1998)
- In a Reverie (1999)
- Halflife (EP, 2000)
- Unleashed Memories (2001)
- Comalies (2002)
- Karmacode (2006)
- Visual Karma (Body, Mind and Soul) (Video, 2008)
- Shallow Life (2009)
- Dark Adrenaline (2012)
- Broken Crown Halo (2014)
- Delirium (2016)
- The 119 Show - Live In London (Directo/Video, 2018)
- Black Anima (2019)

### Como invitado
- 2012: «Ancora In Piedi» por I.P.E.R.
- 2013: «Through the Ashes» por Cayne (álbum Cayne, track 11)
- 2018: «The Shame» por Alight (álbum Spiral of Silence, track 7)

- Datos: Q2267352
- Multimedia: Andrea Ferro / Q2267352